# Funzione di Thomae

Grafico a punti della funzione su (0,1)

La funzione di Thomae, da Carl Johannes Thomae, ha molti nomi, come la funzione popcorn, la funzione di Dirichlet modificata e la funzione Riemann. Questa funzione a valori reali è definita come
{\displaystyle f(x)={\begin{cases}{\frac {1}{q}},&{\text{se }}x={\tfrac {p}{q}}{\text{ razionale e ridotta ai minimi termini con }}p\in \mathbb {Z} {\text{ e }}q>0,\\1,&x=0,\\0,&{\text{se }}x{\text{ irrazionale.}}\end{cases}}}
È una variante della funzione di Dirichlet, che vale 1 sui razionali e 0 per gli altri valori.

## Discontinuità sui razionali
La funzione popcorn ha un insieme complicato di discontinuità: {\displaystyle f} è continua su tutti i numeri irrazionali e discontinua su tutti i numeri razionali.
La verifica della discontinuità può essere fatta utilizzando la continuità sequenziale, posto {\displaystyle x_{\infty }={p \over q}\in \mathbb {Q} } e {\displaystyle \xi \not \in \mathbb {Q} }, si costruisce la successione
{\displaystyle x_{n}=\left\{x_{\infty }+{\xi  \over n}\right\}.}
Essa è tale da verificare le due seguenti proprietà:
{\displaystyle x_{n}\not \in \mathbb {Q} \;\forall n\in \mathbb {N} ,}
{\displaystyle \lim _{n\rightarrow \infty }x_{n}=x_{\infty }.}
E come si vede fornisce un esempio di successione che non rispetta la condizione di continuità sequenziale in quanto per essa si ha:
{\displaystyle \lim _{n\rightarrow \infty }f(x_{n})=\lim _{n\rightarrow \infty }0=0\not ={1 \over q}=f(x_{\infty }).}

## Continuità sugli irrazionali
Ricordiamo che, per definizione, una funzione è continua in un punto se:
{\displaystyle \forall \varepsilon >0\ \exists \delta >0\ \forall x:|x_{0}-x|<\delta \Rightarrow |f(x_{0})-f(x)|<\varepsilon .}
Sia dunque {\displaystyle x_{0}\not \in \mathbb {Q} ,} non è difficile convincersi che la seguente definizione di intorno risolve il problema:
{\displaystyle \delta :={1 \over 2}\inf \left\{|x-x_{0}|,x:f(x)\geq \varepsilon \right\}.}
Assegnati {\displaystyle \varepsilon } e {\displaystyle x_{0}}, il numero reale {\displaystyle \delta } può essere ottenuto esplicitamente nel seguente modo:
- Si definisce l'intero non negativo:

{\displaystyle {\bar {\varepsilon }}:=\left\lfloor {1 \over \varepsilon }\right\rfloor ,}
dove con il simbolo {\displaystyle \lfloor \cdot \rfloor } si indica la funzione parte intera.
- Si definisce allora il seguente sottoinsieme sui razionali:

{\displaystyle \mathbb {Q} (\varepsilon )=\left\{{p \over q}{\text{ con }}p,q\in \mathbb {N} {\text{ e tali che }}p\leq q\leq {\bar {\varepsilon }}\right\},}
cioè l'insieme di tutte le frazioni minori di 1 con denominatore non più grande di {\displaystyle {\bar {\varepsilon }}}. Non è difficile dimostrare che tale insieme è finito.
- Si può quindi calcolare:

{\displaystyle \delta :={1 \over 2}\min \left\{|x_{0}-\lfloor x_{0}\rfloor -x|,x\in \mathbb {Q} (\varepsilon )\right\},}
che è lo stesso di quello definito precedentemente.

## Integrabilità
Contrariamente alla funzione indicatrice dei numeri razionali in {\displaystyle [0,1]}, la funzione di Thomae risulta Riemann-integrabile su tale intervallo e con integrale nullo. Preso infatti un numero naturale {\displaystyle n\geq 2} e considerati i numeri razionali {\displaystyle \alpha ={\frac {p}{q}}\in [0,1]} con {\displaystyle \gcd(p,q)=1} e {\displaystyle q\leq n}, gli intervalli chiusi {\displaystyle I_{\alpha }} centrati in {\displaystyle \alpha } e aventi raggio {\displaystyle {\frac {4}{n^{2}}}} ricoprono {\displaystyle \left[{\frac {1}{n}},1-{\frac {1}{n}}\right]}. Tali intervalli possono essere opportunamente ristretti in modo da produrre una partizione di {\displaystyle \left[{\frac {1}{n}},1-{\frac {1}{n}}\right]} in intervalli di ampiezza {\displaystyle \leq {\frac {8}{n^{2}}}}, e la somma di Riemann superiore associata a tale partizione è limitata da
{\displaystyle {\frac {8}{n^{2}}}\sum _{m=1}^{n}{\frac {\varphi (m)}{m}}\leq {\frac {8}{n}}c,}
che è una quantità convergente a zero per {\displaystyle n\to +\infty }.

## Altro
Il grafico della funzione di Thomae presenta una dimensione frattale di 3/2.